# San Diego Yacht Club
Il San Diego Yacht Club è uno dei più famosi yacht club statunitensi.
Fu fondato nel 1886 da un gruppo di appassionati. La sede del club fu cambiata diverse volte fino al 1924, quando rimase definitivamente a Point Loma.
La sede del club è in Anchorage Lane, a San Diego, California.
Oltre alla sede centrale, il club ha anche una sede nell'isola di Santa Catalina, chiamata Buffalo Beach.

## Eventi sportivi
Il San Diego Yacht Club ha organizzato diversi eventi e regate a livello internazionale.

### America's Cup
Il Club ha partecipato a diverse edizioni della America's Cup. Nel 1987, con l'imbarcazione Stars & Stripes, ha vinto la Louis Vuitton Cup per guadagnarsi il diritto di sfidare il defender australiano Kookaburra. Successivamente ha conquistato la America's Cup, riportandola negli USA e tenendola nel 1988 e 1992. Nel 1995 gli americani non riusciranno a tenere la coppa nella sfida finale con il Team New Zealand.